# Julien Benda
Julien Benda, wym. ʒyliɛ̃ bɑ̃:'da (ur. 26 grudnia 1867 w Paryżu, zm. 7 czerwca 1956 w Fontenay-aux-Roses) – francuski krytyk, filozof i pisarz znany głównie z książki Zdrada klerków (1927).

## Życiorys
Julien Benda urodził się w zamożnym środowisku. Jego dziadek, Sigmund Benda, należał do wielkiej belgijskiej burżuazji, jakiś czas przewodniczył Radzie Gminy Żydowskiej, w 1849 popełnił samobójstwo z powodu bankructwa. Ojciec, Camille Benda (ur. 1827), zamierzał zostać inżynierem. W 1849 r. przeniósł się do Paryża, założył firmę eksportową i dorobił się fortuny. Matka, Anna, wywodziła się z paryskiej dzielnicy żydowskiej Marais. Rodzice Juliena Bendy nie byli religijni, czuli przywiązanie do wartości związanych z rewolucją francuską.
Julien Benda ukończył studia historyczne na Sorbonie. Po śmierci ojca prowadził życie światowca, gdy firma splajtowała, zaczął utrzymywać się z pisania. Mimo aktywnej działalności literackiej Benda był przekonany, że nauka jest działalnością bardziej wartościową niż literatura i stał w opozycji do Henriego Bergsona, czołowego filozofia francuskiego tamtych czasów.
Jego najbardziej znana książka to Zdrada klerków (1927, wydanie polskie 2014). „Klerk” to niezaangażowany twórca, oddający się przyjemności „tworzenia dla tworzenia”, czy to w dziedzinie sztuki, czy nauki. Jak pisał Benda, „królestwo klerka nie jest z tego świata”. Klerk jest estetą, nie opowiadającym się za czymkolwiek, co z „tego świata jest”. W szczególności, nie chce tego świata zmieniać.
W Zdradzie klerków Benda stwierdza, że na przełomie XIX i XX wieku wielu francuskich i niemieckich klerków dokonało „zdrady”, głosząc idee, które miały „zmienić oblicze świata”. Do zdrajców „klerkizmu” zaliczał między innymi Nietzschego, Sorela, Maurras’a czy Barrèsa.
Większość pisarstwa Bendy przypada na ostatnie trzydzieści lat jego życia.
W dwudziestoleciu międzywojennym za zwolenników ideału klerka można uważać Karola Irzykowskiego i Jana Emila Skiwskiego.